# La República (Ciceró)
|  | Per a altres significats, vegeu «República (desambiguació)». |

La República (en llatí: De re publica; lit: Sobre la república o Sobre l'Estat) és una obra de filosofia política de l'escriptor i polític Marc Tul·li Ciceró, on millor es pot reconstruir el seu pensament polític. Fou escrita entre el 54 aC i el 51 aC, quan Ciceró ja no tenia un paper rellevant en la política romana. De re publica és un diàleg entre nou ciutadans romans, personatges històrics d'unes dècades anteriors a la redacció de l'obra. L'acció transcorre el 129 aC, a la finca d'esbarjo de Publi Corneli Escipió Africà Menor, i es perllonga durant tres dies; cada dia ocupa dos dels sis llibres en què està dividida l'obra.

## Transmissió del text
L'obra va ser escrita entre el 54 aC i el 51 aC; autors posteriors com Lactanci i Agustí d'Hipona parlen amb admiració de De re publica. Presumiblement, l'obra es va perdre pels volts del segle vii, excepte el sisè llibre, el Somni d'Escipió del qual es conserven diversos exemplars, sobretot a partir del segle x.
Durant el Renaixement els humanistes la buscaren infructuosament. No va ser fins al 23 de desembre de 1819 que el cardenal Angelo Mai, responsable de la Biblioteca Vaticana, la va trobar.
Només s'ha trobat un manuscrit de De re publica i és molt incomplet: queden dos terços del llibre I, la meitat del llibre II, una sisena part del III i gairebé res dels tres darrers llibres. Els testimonis d'altres autors són insignificants, a excepció del Somni d'Escipió, recollit per Macrobi, amb el qual acaba l'obra.

## Contingut

### Tema
De re publica és un tractat de teoria política on Ciceró fa explícita la forma en què, al seu parer, s'ha de governar la res publica, la ‘cosa pública’. Usualment, s'ha traduït el títol de l'obra com Sobre la república o Sobre l'Estat. No hem d'entendre que estem davant d'un tractat sobre una forma de govern concreta, la república, en tant que oposada a una altra forma de govern concreta, la monarquia. Parlar d'Estat és un anacronisme fins Nicolau Maquiavel i Jean Bodin. Ciceró entén per res publica: «allò que pertany al poble; però entès el poble no pas com una agrupació d'homes reunida de qualsevol manera, sinó com una agrupació de molta gent associada pel consentiment respecte del dret i per l'interès comú» (I 39, De re publica). La república es refereix al govern públic, que afecta el poble, no com a subjecte del poder, la democràcia, sinó com a objecte del poder. El poble en tant que populus, tal com ho entén Ciceró, no participa en el govern públic, sinó que és gestionat pel govern públic. Populus és una agrupació humana que es regeix per un dret comú.
Ciceró diu que hi ha diverses formes de govern del poble: la més perfecta serà la vertadera república. Ara bé, aquesta perfecció no és absoluta, sinó relativa a cada poble i cada moment històric. Seguint Aristòtil, descriu els diferents tipus de república en funció de les formes de govern:
| Formes pures | Formes degenerades |
| ------------ | ------------------ |
| Monarquia    | Tirania            |
| Aristocràcia | Oligarquia         |
| Democràcia   | Anarquia           |

Segons Ciceró, la millor d'entre les formes pures del govern és la monarquia; la pitjor forma de govern és l'anarquia. Donat que les formes pures acaben degenerant en formes de govern indesitjables, Ciceró opta per una forma mestissa en què hi hagi un govern fort com a la monarquia, es respectin els drets i la llibertat dels millors com a l'aristocràcia i es miri pels interessos del poble com a la democràcia.
La teoria política de Ciceró està lligada amb la pràctica política: no hi ha major virtut que participar en el govern públic. Els homes que s'hi dediquen es veuran recompensats, més enllà de la mort, amb la contemplació dels orbes celestes, tal com es descriu al Somni d'Escipió.

### Estructura
De re publica es divideix en sis llibres. El seu contingut és el següent:
- Llibre I: En la introducció, s'apunta que l'exercici del govern públic és la tasca més excelsa de l'home savi, posant l'èmfasi en la pràctica política: dirigir la república és superior a la pura contemplació. Se'ns presenten els personatges i la circumstància del diàleg. Publi Corneli Escipió, l'amfitrió de la trobada i la veu de Ciceró exposa les diferents formes de govern pures i les seves degeneracions. La seva opció és una forma mixta.

- Llibre II: Es tracten els orígens de la monarquia romana i s'exemplifica, mitjançant la història de Roma, la degeneració de la monarquia en tirania i la proclamació de la república.

- Llibre III: Luci Furi Fil fa una defensa de la causa de l'interès, que es pot contraposar a la justícia. Gai Leli es pronuncia a favor de la justícia, defenent el valor absolut de la llei natural. Publi Corneli Escipió desplaça el tema de la justícia/injustícia a les formes degenerades de govern.

- Llibre IV: Publi Corneli Escipió compara la república romana amb la d'altres ciutats.

- Llibre V: Es tracta el tema de la moral pública i els costums com a base del manteniment de la república.

- Llibre VI: Conté el Somni d'Escipió, en què Publi Corneli Escipió explica un somni que ha tingut: s'eleva al cel i es troba amb el seu pare adoptiu, Publi Corneli Escipió Africà, a la Via Làctia. El pare li explica que el premi als homes que s'han dedicat al govern públic és gaudir de l'eternitat.

### Personatges
- Quint Muci Escèvola: Mecenes de Ciceró; gendre de Gai Leli.
- Publi Corneli Escipió Emilià Africà Menor (195 aC – 129 aC): Líder polític i militar entre 149 aC i 129 aC.
- Gai Fanni: Cònsol el 122 aC. Seguidor de l'estoïcisme, historiador i orador; gendre de Gai Leli.
- Luci Furi Fil: Cònsol el 136 aC; orador.
- Mani Manili: Cònsol el 149 aC; historiador.
- Espuri Mummi: Escriptor de sàtires i defensor del partit dels optimates.
- Gai Leli: amic íntim de Publi Corneli Escipió Emilià Africà Menor. Cònsol el 140 aC. Promotor de l'estudi de la literatura i la filosofia.
- Publi Rutili II: polític, seguidor de l'estoïcisme.
- Quint Eli Tuberó: estudiós de l'estoïcisme.